# Benito Jacovitti
Benito Franco Giuseppe Jacovitti (Termoli, 5 marzo 1923 – Roma, 3 dicembre 1997) è stato un fumettista italiano
autore di celebri personaggi dei fumetti come Cocco Bill e Cip l'arcipoliziotto, di romanzi grafici come Kamasultra e del celebre Diario Vitt, edito dal 1949 e che fra gli anni sessanta e settanta arrivò a vendere oltre 3 milioni di copie l'anno superando un totale di 100 milioni di copie.
Viene riconosciuto come uno dei maggiori fumettisti italiani del Novecento, con una vasta produzione dallo stile personale e ricco, con dettagli surreali - come i salami o i vermoni - che ne rappresentano l'aspetto più noto. Jacovitti, non allineato al conformismo culturale degli anni settanta che, con l'infondata accusa di essere fascista, gli precluse qualche collaborazione con alcune testate, è entrato poi a pieno titolo nella storia del fumetto italiano, soprattutto grazie alla forma caricaturale dei suoi personaggi. La sua opera ha riscosso il plauso della critica e si è intrecciata spesso con la storia italiana.
La caratteristica forma anatomica dei piccoli personaggi ai quali ha dato vita sulla carta, la loro espressione a volte gioiosa, a volte grottesca, i suoi salumi e affettati, serpenti e lumaconi che guardano con ogni tipo di espressione, nonché tanti altri oggetti i più diversificati e sparsi nei posti più impensati, lo hanno reso popolare al grande pubblico.
Alcuni dei suoi personaggi sono stati protagonisti di caroselli televisivi negli anni sessanta e Cocco Bill è stato protagonista di una serie animata nel 2001.

## Biografia

Jacovitti in un'immagine giovanile risalente al tempo della sua collaborazione a Il Vittorioso

Nacque a Termoli, in provincia di Campobasso, il 5 marzo 1923 da padre ferroviere e operatore cinematografico, Michele Jacovitti, e madre di origine albanese, Elvira Talvacchio. All'età di sette anni iniziò a mostrare interesse per i fumetti. Ancora bambino si trasferì con la famiglia prima a Macerata e poi, definitivamente, a Firenze, dove frequentò l'istituto statale d'arte.
Nel 1939, ancora sedicenne, esordì come autore, pubblicando vignette umoristiche per la rivista satirica fiorentina Il brivido; si trattava di tavole a pagina intera piene di gag, di cui la prima, La linea Maginot, ironizzava sulla guerra; nel 1940 disegnò la storia a fumetti Pippo e gli Inglesi che lo fece subito notare, procurandogli la collaborazione quasi trentennale per il settimanale Il Vittorioso dell'editrice cattolica AVE, che l'avrebbe fatto conoscere a tutta l'Italia. La collaborazione con Il Vittorioso, nata nel 1940, sarebbe continuata fino alla chiusura del settimanale nel 1970. L'esile corporatura del giovane Jacovitti gli valse il soprannome Lisca di pesce, che lo portò a firmare le sue tavole con una lisca di pesce. Con gli anni ingrassò, ma mantenne l'uso della lisca di pesce come firma, affermando che «forse dovrei passare a un grosso pesce o a una balena, ma da giovane ero davvero allampanato e magrissimo».
Sempre per l'editore del Vittorioso incominciò nel 1949 a pubblicare il Diario Vitt, un diario scolastico annuale con vignette, illustrazioni e fumetti interamente disegnati dall'autore e stampato fino al 1980 quando, a seguito della pubblicazione di un'opera con leggere sfumature erotiche, si interruppe la collaborazione con l'editore di ispirazione cattolica.
Sempre negli anni quaranta iniziò a collaborare con un altro settimanale cattolico, Intervallo, che nella sua breve vita editoriale pubblicò nel 1945 la storia satirica a puntate Pippo e il dittatore, nella quale compaiono personaggi già noti. Sul Vittorioso disegnò decine di personaggi di sua invenzione, come la signora Carlomagno, Mandrago il mago e l'onorevole Tarzan. Nel 1957 incominciò a collaborare con il Giorno dei ragazzi, pubblicando alcuni dei suoi personaggi più famosi come Cocco Bill e Gionni Galassia, per poi passare per un decennio sul Corriere dei Piccoli e sul Corriere dei ragazzi, dove pubblicò Zorry Kid, Jack Mandolino, Tarallino e molti altri. Sempre per Il Giorno creò tre personaggi romani, Tizio, Caio e Sempronio, che si esprimono nel più maccheronico dei latinorum, mentre per Il Giorno dei Ragazzi (allegato settimanale del quotidiano, grazie al quale la tiratura aumentava di circa 40/50 000 copie) diede vita alla saga di Tom Ficcanaso, giornalista detective protagonista di molte storie, Gamba di Quaglia, Chicchirino e Microciccio Spaccavento. Anche sul quotidiano erano famose le sue tavole a pagina intera nell'ultima pagina a colori sulle edizioni del lunedì, mentre sul Giorno della Donna nacque Lolita Dolcevita e sul quotidiano Elviro il Vampiro e la storia a strisce di Baby Tarallo.
Nei primi anni cinquanta fu anche collaboratore del Quotidiano, giornale dell'Azione Cattolica, per il quale produsse vignette satiriche legate all'attualità politica dell'epoca. Dalla fine degli anni quaranta collaborò anche con Il travaso delle idee nel quale, insieme a Federico Fellini, diede luogo alla storia anticomunista su "due compagni" che dovette abbandonare per resistenze da parte dell'editrice AVE del Vittorioso («il grande Jacovitti - gli dissero - non può collaborare con un giornaletto del genere») e quindi Jacovitti continuò con lo pseudonimo di "Franz" mentre poi, dal 1957 al 1960, realizzò tre storie a fumetti, Sempronio, Pasqualino Rififì e Alonzo.
Alla fine degli anni cinquanta, collaborò con la Esso italiana nella realizzazione di fumetti per la rivista Esso Junior.
Fra le opere più famose del periodo c'è una sua interpretazione di Pinocchio, da lui ripreso in diverse occasioni e oggetto di sperimentazioni stilistiche e creative e, con le parole del critico Gianni Brunoro, «Fra tutti, solo Benito Jacovitti, ben noto con gli pseudonimi Lisca di Pesce o anche Jac, obbedì più di una volta al richiamo di questa chimera narrativa, ricreando ogni volta ex novo la visuale del suo approccio. Una lunga avventura protrattasi per quasi quarant'anni». L'autore ritornò sul soggetto quattro volte: la prima durante la seconda guerra mondiale per La Scuola, casa editrice di Brescia, che pubblicò l'opera nel 1945; seguì una versione a fumetti pubblicata dal Vittorioso tra dicembre 1946 e luglio 1947; la terza dopo circa vent'anni sempre per la casa Editrice Ave del Vittorioso e pubblicata nel 1964, una serie di tavole a corredo di una edizione di Pinocchio, come nella prima versione del 1945; infine quattro tavole realizzate negli anni settanta e dove l'autore fa interagire il personaggio con quelli di sua creazione.
Negli anni sessanta si è impegnato anche nella pubblicità televisiva realizzando caroselli con alcuni suoi personaggi come Coccobill e Zorry Kid per l'olio Teodora e Pecor Bill per la Lanerossi Vicenza; realizzò inoltre centinaia di campagne pubblicitarie e cartellonistica politica, come autore schierato per i Comitati Civici, con numerosi poster di natura satirica. Le soluzioni grafiche di Jacovitti in ogni caso influenzarono disegnatori come Georges Wolinski che ebbe a scrivere, nel numero di gennaio di Linus del 1974: «Jacovitti in libertà senza le pastoie della stampa per ragazzi è qualcosa di enorme». D'altra parte il numero di Charlie Mensuel del marzo 1974, con Wolinski redattore capo, vede un disegno di Jacovitti nel retrocopertina e una storia di Gionni Peppe tradotta in francese di dieci pagine. Nella presentazione, illustrata sempre con una striscia di Jacovitti, Wolinski dice di sperare che l'autore italiano faccia ancora altre strisce per la rivista francese.
Nella seconda metà degli anni sessanta tenne una rubrica fissa sul settimanale L'Automobile, incentrata sul personaggio di Agatone, ovvero una parodia dell'automobilista medio. Continuò anche il lavoro con il Corriere dei Piccoli dal 1968 al 1982 dando vita a Zorry Kid, Jak Mandolino - personaggio ripreso dal Vittorioso e modernizzato dalla presenza della spalla Pop Corn - Tarallino, Checco e continuando con la pubblicazione di Cocco Bill.
Collaborò per breve tempo nel 1974 anche con la rivista Linus, dove creò prima Gionni Peppe e poi Joe Balordo e nel 1981 due storie incentrate su Joe Balordo, scalcinato investigatore privato, con tocchi goliardamente erotici assenti generalmente dalla sua produzione a parte quando nel 1977 pubblicò sulla rivista per adulti Playmen, Kamasultra, realizzato insieme a Marcello Marchesi, una storia a fumetti nella quale, con il suo caratteristico stile, inserisce espliciti temi sessuali seppur in modo accennato e caricaturale. In un'intervista di fine anni settanta l'autore racconta le costrizioni della censura sul suo lavoro giovanile giunta fino a imporgli delle figure femminili asettiche, in perfetta antitesi con la sua tendenza a esagerarne gli attributi.
Nel 1978 iniziò la sua ultima collaborazione con una testata periodica, Il Giornalino, il quale continuò anche dopo la sua morte a realizzare storie sul suo personaggio più famoso, Cocco Bill, realizzate dal suo allievo Luca Salvagno. Negli anni novanta, ormai anziano, si fece aiutare per le inchiostrature delle tavole da un giovane autore svizzero, Nedeljko Bajalica, che lo avrebbe poi seguito fino agli ultimi giorni prima come assistente e poi come coautore nella serie RAP realizzata per la Balacco Editore.
Nell'ultimo periodo della sua attività ha illustrato il libro Tredici favole da raccontare di Lucia Spezzano. Il maharaja e il saggio, La lepre e la talpa, Il rospetto dello stagno incantato, ecc., questi personaggi, ideati da Lucia Spezzano, sono stati gli ultimi sui quali si è impegnato realizzando tredici tavole in ciascuna delle quali concentrò un'intera favola in una sola immagine.
Oltre che sulle molte riviste, le opere dell'artista sono state poi pubblicate in volumi antologici. Inoltre dal 1994 al 2001 venne pubblicata la rivista Jacovitti Magazine, completamente incentrata sull'opera dell'autore che ha ristampato gran parte della sua produzione fumettistica.
Morì a Roma il 3 dicembre 1997 poche ore prima della moglie Floriana Jodice. Venne seppellito nel cimitero del paese di Romola (San Casciano val di Pesa, Firenze), città d'origine della famiglia della moglie.

### Casa museo
Nel 2012 è stata inaugurata a Roma, alla presenza della figlia Silvia, una casa museo dedicata a Jacovitti. Nel 2025 viene annunciata la chiusura del museo.

## Premi e riconoscimenti
- Nel 1991 lo scrittore Fulvio Abbate volle curare una sua mostra di tavole originali alla Galleria La Nuova Pesa di Roma, fra i primi riconoscimenti all'autore. In quella circostanza Cesare Medail scrisse sul Corriere della Sera che "la sinistra ha finalmente riabilitato Jacovitti".
- Nel 1992 ha ricevuto il Premio Yellow Kid "una vita per il cartooning" al Salone Internazionale dei Comics.
- Nel dicembre del 1994 il Presidente della Repubblica Italiana Oscar Luigi Scalfaro gli conferì il titolo di Cavaliere Ordine al merito della Repubblica italiana.[24]
- Nel luglio 1971 vinse il Trofeo di Palma d'Oro al Salone Internazionale dell'Umorismo di Bordighera
- Il liceo artistico di Termoli è intitolato a Benito Jacovitti.[25]
- A Termoli, sul corso Nazionale, è installata una statua in suo onore.[26]
- Jacovitti - Autobiografia mai scritta/Raccolta da Antonio Cadoni, volume che ripercorre attraverso vecchie interviste la vita e l'arte dell'autore, arricchito da una vasta e dettagliata bibliografia.[3]
- Tutto Jacovitti, mostra con una serie di tavole originali in occasione del ventennale dalla scomparsa dell'autore e in contemporanea all'anniversario dei sessant'anni dalla creazione del personaggio di Cocco Bill, nel Palazzo Mathis a Bra (Cuneo), dal 30 giugno al 27 agosto 2017.[27]
- Il teatrino perpetuo, mostra retrospettiva dedicata all'autore dal 25 novembre al 5 gennaio 2018, in occasione del Festival BilbOlbul di Bologna.[28]

## Stile e influenze
Dal punto di vista stilistico Jacovitti subì l'influenza di Elzie Crisler Segar, padre di Braccio di Ferro e quella dell'autore svizzero Walter Faccini.
I testi dei suoi fumetti sono spesso accostati con intento elogiativo ai nuovi termini entrati nel linguaggio comune, ma al contrario gli è stata mossa l'accusa secondo la quale i suoi disegni surreali, che a volte sconfinano nel paranoico, rappresentano scene eccessivamente violente.
(Benito Jacovitti, in un'intervista al Corriere della Sera del 22 novembre 1992)
Il caratteristico tratto dinamico e veloce, apparentemente "di getto", si rivela, ad un'attenta osservazione, realizzato per piccoli frammenti e con grande cura: ogni linea delle sue tavole appare infatti ripassata più volte con un tipico tratto estremamente fine.
Lo "stile Jacovitti" ha ispirato molti fumettisti, tra questi il famoso e coevo Francisco Ibáñez molto noto in Spagna per aver creato i personaggi di Mortadelo y Filemón.

## Personaggi
- Alonza Alonza detta Alonza
- Alvaro il Corsaro
- Baby Rocket
- Baby Tarallo
- Battista l'ingenuo fascista
- Cip l'arcipoliziotto
- Cocco Bill
- Don Pedro Magnapoco
- Elviro il Vampiro
- Gallina
- Gamba di Quaglia
- Giacinto corsaro dipinto
- Giuseppe
- Gionni Galassia
- Gionni Peppe
- Giorgio Giorgio detto Giorgio
- Jak Mandolino
- Joe Balordo
- Kilometro il cane poliziotto
- La famiglia Spaccabue
- Mandrago
- Microciccio Spaccavento
- Occhio di Pollo
- Oreste il guastafeste
- Osusanna
- Peppino il paladino
- Pippo, Pertica e Palla
- Pop Corn
- Raimondo il Vagabondo
- Signora Carlomagno
- Tango el Mexicano
- Tex Revolver
- Tippe Tappe
- Tom Ficcanaso
- Zagar
- Zorry Kid

## Opere
- Illustrazione di Carlo Collodi, Le avventure di Pinocchio, Brescia, La scuola, 1945.
- Illustrazione di Gherardo Ugolini (ripreso da), Il flauto magico, Brescia, La scuola, 1946.
- Illustrazione per il racconto di Lina Guerrini, Gli incantesimi del mago Pampùss, Roma, Anonima Veritas Editrice, 1947.
- Illustrazione della sovraccopertina di Luigi Gedda, Addio gioventù, Roma, Anonima Veritas Editrice, 1947.
- Illustrazione per il racconto di Lewis Carroll, Alice nel paese delle meraviglie, Brescia, La scuola, 1953.
- Illustrazioni su Esso Junior, 1958-1959
- Illustrazione di Pietro Sissa, Pelandrone e la fattoria, Milano, Del Luca, 1958.
- Illustrazione di Collodi, Pinocchio, Roma, Anonima Veritas Editrice, 1964.
- Illustrazione di Aldo Gamba, Uno studio in grigio. Racconto scientifico, Savona, Sabatelli, 1968.
- Per un pugno di spiccioli & Occhio di pollo. Due western all'italiana, Milano, A. Mondadori, 1971.
- Pinocchio di Collodi, Milano, A. Mondadori, 1972.
- Jacovitti stories, 3 voll., Milano, A. Mondadori, 1973.

I, Giacinto corsaro dipinto; Pasqualino e Pasqualone; Capitan Pim
II, Pippo e il Faraone; Le babbucce di Allah
III, Jak Mandolino in: Colpo alla Flopty bank; Hallo Pippo; Gangster come si deve; Asso pigliatutto
- Jacovitti, Milano, Dami, 1974.
- Jacovitti memories, 3 voll., Milano, A. Mondadori, 1975.

I, Pippo preistorico; L'onorevole Tarzan
II, Ahi Flitt!; Mandrago!; 1903
III, Cip poliziotto!; Cip contro Mandolino; Oreste il guastafeste!; Oreste siede al caffè
- Coccobill, Milano, Milano libri, 1975.
- Zorrikid, Milano, Biblioteca Universale Rizzoli, 1975.
- Zorrykid all'arrembaggio, Milano, Biblioteca Universale Rizzoli, 1975.
- Zorry contro Zorry, Milano, Biblioteca Universale Rizzoli, 1975.
- Jacovitti & Co. Ltd., Milano, Dami, 1976.
- Molta mala poco bene, con Mario Casacci e Alberto Ciambricco, Milano, Rusconi, 1976.
- Jacovitti show, 3 voll., Milano, A. Mondadori, 1977.

I, Tex Revolver; Pippo e l'uovo; Jak Mandolino e la "Banda"
II, Pippo e il Cirlimpacco; Pippo e Gibu; Pippo e la mela d'oro; Cipzag! e i contrabbandieri di maccheroni
III, Pippo in Africa; Cip Cip Cip... urrah!
- Kamasultra, testi di Marcello Marchesi, Mega Publicitas, 1977
- Jacovitti circus, 2 voll., Milano, A. Mondadori, 1978.

I, Pippo agli antipodi; Pippo milionario; L'Arcipippo
II, Pippo nel castello di Rococò; Pippo sottozero; Pippo nel Duemila
- Presentazione di Alberto Fremura, Che vita, ragazzi! L'ispettore Chel e l'agente segretissimo 001, Milano, Longanesi, 1978.
- Clic clic clic urrah!, con Domenico Volpi, Cambridge, Mass.-Novara, Polaroid-De Agostini, 1980.
- Presentazione con Cesare Zavattini di Almanacco di nostalgia, Firenze, L'oasi editoriale, 1982.
- Jacovittevolissimevolmente Coccobill, Milano, Glenat, 1986.
- Segni & disegni: 90 ma non li dimostra: Benito Jacovitti, Antonio Canale, Sergio Staino e Tango, Firenze, Nerbini, 1987.
- Vignette in Giuseppe Valitutti, Antonio Gentile e Vittorio Gerosa, Introduzione alla chimica. Inorganica, organica e mineralogia. Ad uso delle scuole medie superiori, Milano, Masson, 1988.
- Jacovitti 99, Firenze, Nerbini, 1992.
- Joe Balordo, Modena, Panini, 1992.
- Kamasutra spaziale, Viterbo, Stampa alternativa-Nuovi equilibri, 1993 (con John Kawasaki)
- Tutti i salami di Jacovitti, Milano, A. Mondadori, 1993.

I, Giacinto corsaro dipinto; L'onorevole Tarzan. ISBN 88-04-37236-2.
II, Pippo il faraone; Le babbucce di Allah. ISBN 88-04-37237-0.
III, Pippo preistorico; Cip contro Mandolino; Pippo e Gibù. ISBN 88-04-37238-9.
- Il salgarone, Roma, Jacovitti club Roma, 1997.
- Illustrazioni per Lucia Spezzano, Tredici favole da raccontare..., Luino, Costruttori di pace, 1997; Induno Olona, Leprotto, 1998.
- Trotta, trotta... Cocco Bill. Le migliori storie di Cocco Bill, scelte da, Firenze, Salani, 1998. ISBN 88-7782-710-6.
- Jacovitti. Antologia 1939-1997. [Torino, Museo dell'automobile, 27 novembre 1998-31 gennaio 1999], Torino, Il pennino, 1998.
- Jacovittissimo!, Firenze, Salani, 1999. ISBN 88-7782-841-2.
- Elogio della medicina di Jacovitti. Breve storia di un capolavoro sconosciuto, Milano, Mazzotta, 2001. ISBN 88-202-1330-3.
- Illustrazione di Collodi, Pinocchio, Viterbo, Stampa alternativa/Nuovi equilibri, 2001. ISBN 88-7226-637-8. [con 4 tavole inedite]
- L'arte di Jacovitti, Roma, la Repubblica, 2003.
- Le carte di Jacovitti, Viterbo, Stampa alternativa/Nuovi equilibri, 2003. ISBN 88-7226-770-6.
- Jacovitti in giallo. Polizieschi, noir e hard-boiled del più surreale umorista italiano, Viterbo, Stampa alternativa/Nuovi equilibri, 2004. ISBN 88-7226-823-0.
- Zorrykid in il segno di Zorrykid, Milano, Edizioni If, 2004. ISBN 88-524-0028-1.
- Tom Ficcanaso. Giornalista detective. Missione balla al balzo, Viterbo, Stampa alternativa/Nuovi Equilibri, 2005. ISBN 88-7226-877-X.
- Fantastorie. Fantascienza, fantasy e altre fantasie spazio-temporali, Viterbo, Stampa alternativa/Nuovi Equilibri, 2005. ISBN 88-7226-878-8.
- Jacovitti. Diario Vitt, Roma, la Repubblica, 2005.
- Illustrazioni di Riccardo Pazzaglia, Il cadavere in bicicletta e altri divertenti delitti, Palermo, Flaccovio, 2006. ISBN 88-7758-697-4.
- Don Chisciotte, Castiglione del Lago, Edizioni Di, 2006. ISBN 88-7390-093-3.
- Coccobill. Mezzo secolo di risate western, Viterbo, Stampa alternativa/Nuovi Equilibri, 2007. ISBN 978-88-7226-996-1.
- Zorrykid. [Tutte le avventure del vendicatore mascherato], Viterbo, Stampa alternativa/Nuovi Equilibri, 2008. ISBN 978-88-6222-050-7.
- Il "Giorno" di Coccobill. Nuova antologia, Viterbo, Stampa alternativa/Nuovi Equilibri, 2009. ISBN 978-88-6222-098-9.
- Eia eia baccalà. La guerra è finita, Viterbo, Stampa alternativa/Nuovi Equilibri, 2010. ISBN 978-88-6222-113-9.
- Benito Jacovitti, Beppe & co., Edizioni NPE, 2010, ISBN 9788896681077.
- Jacorama. Le panoramiche di Jacovitti. Il mondo surreale di un genio della comicità, Viterbo, Stampa alternativa/Nuovi Equilibri, 2010. ISBN 978-88-6222-141-2.
- Jacovitti. Autobiografia mai scritta, Viterbo, Stampa alternativa/Nuovi Equilibri, 2011. ISBN 978-88-6222-154-2.
- Pirati briganti e carambate, Viterbo, Stampa alternativa/Nuovi Equilibri, 2011. ISBN 978-88-6222-186-3.
- Jacovittaggini, Viterbo, Stampa alternativa/Nuovi Equilibri, 2011. ISBN 978-88-6222-276-1.
- Jacovitti di qua e di là. Le Panoramiche volume 2, Viterbo, Stampa alternativa/Nuovi Equilibri, 2012. ISBN 978-88-6222-303-4.
- Benito Jacovitti, Gionni Peppe - Gionni Lupara, Edizioni NPE, 2013, ISBN 9788897141891.
- Benito Jacovitti, Jacovitti Proibito - Kamasultra, Edizioni NPE, 2015, ISBN 9788888893792.
- Coccobill. Western alla camomilla, Milano, Mondadori comics, 2015. ISBN 978-88-6926-225-8.
- Coccobill. Eroicomica, Milano, Mondadori comics, 2015. ISBN 978-88-6926-261-6.
- Cocco Bill e il meglio di Jacovitti, 45 voll., Milano, Hachette, 2017-2018.
- 100 anni con Jacovitti, di Stefano Milioni ed Edgardo Colabelli, Roma, Edizioni Ultra, 2023
- Il Barone di Munchausen, Roma, Edizioni Ultra, 2024

## Lo Jacovitti Club
Nel 1993 su iniziativa di un suo fan, Edgardo Colabelli, nasce lo Jacovitti Club del quale Benito Jacovitti divenne subito presidente. In oltre dieci anni di attività il Club annovera oltre 600 associati in tutto il mondo e molte autorità si iscrivono al Club e ne leggono le divertenti pubblicazioni. Tra gli iscritti figurano Vittorio Sgarbi, Sergio Zavoli, Demetrio Volcic, Alfredo Biondi, Sergio Bonelli, Oscar Luigi Scalfaro.
Organo ufficiale dello Jacovitti Club è lo "Jacovitti Magazine", rivista patinata anche a colori di grande formato. Il Club pubblica anche un libro intitolato "Il Salgarone", dedicato ai romanzi di Emilio Salgari liberamente interpretati con oltre 300 disegni di Jacovitti, e tre poster giganti e due portfoli a tiratura limitata. Sono inoltre stampate due serie di cartoline tirate a sole 500 copie.
Viene inoltre istituito il Premio Internazionale "Lisca di Pesce" vinto tra gli altri da Silver, Giorgio Cavazzano, Corrado Mastantuono, Luciano Bottaro, Luca Salvagno e Silvia Ziche. Il club è presieduto dalla figlia di Jacovitti, Silvia.